# Samenzwering
Een samenzwering of complot is een geheime afspraak tussen een aantal personen om iets te ondernemen tegen een andere persoon of groep.
Hierbij kan worden gedacht aan het plegen van een staatsgreep, het ontketenen van een oorlog, het plegen van een aanslag op een persoon of het politiek ten val brengen van iemand.
Er dient onderscheid te worden gemaakt tussen de daadwerkelijke, historisch bewezen, samenzwering en de samenzweringstheorie.

## Historische samenzweringen
Een historische samenzwering is een samenzwering waarvoor historisch bewijs bestaat, bij voorkeur een bekentenis van de samenzweerders zelf. 
Beroemd is de samenzwering die bekend is geworden als het Buskruitverraad van Guy Fawkes en die zou uitgevoerd worden op 5 november 1605.
Een ander voorbeeld is de mislukte poging die werd gedaan om het bewind van Adolf Hitler omver te werpen. Op 20 juli 1944 werd door een groep officieren onder leiding van Claus von Stauffenberg in het Pruisische hoofdkwartier Wolfsschanze een bijna-gelukte bomaanslag op Hitler gepleegd. 
Een andere bekende samenzwering met meer succes is de moord op Julius Caesar. Deze werd beraamd door 10 samenzweerders, waaronder Brutus, die door Julius Caesar als zijn eigen zoon werd beschouwd.

## Complottheorieën
Er zijn veel theorieën in omloop over vermeende samenzweringen. Zo zou de Amerikaanse regering samenzweren om de feiten met betrekking tot vliegende schotels voor het publiek geheim te houden. Tevens zijn theorieën verspreid over bijvoorbeeld de Bilderberg-conferentie en geheime genootschappen. Verder zijn er mensen die geloven dat de maanlanding uit 1969 in scène is gezet, zoals Bart Wilfield Sibrel.
Complottheorieën hebben een vlucht genomen in de 18e eeuw, toen groepen zoals de Vrijmetselaars grote invloed kregen op het maatschappelijke leven. Gezien de strikte geheimhouding over de interne aangelegenheden van deze organisaties werden zij een voedingsbodem voor complottheorieën. In vrijwel al deze theorieën nemen de zogenaamde Illuminati een centrale plaats in. Deze Illuminati bestaan uit enkele rijke en machtige bankiersfamilies, die een nieuwe wereldorde nastreven waarin zij alle politieke en economische macht hebben. Zij domineren de top van de vrijmetselaarsloges, aldus de theorieën, en hebben op vele gebieden de touwtjes in handen. In veel complottheorieën worden deze Illuminati als drijvende kracht genoemd, bijvoorbeeld in theorieën over het ontstaan van de beide wereldoorlogen. 
Recentelijk zijn complottheorieën verschenen over de terroristische aanslagen op 11 september 2001. Hierbij speelde professor emeritus David Ray Griffin een belangrijke rol.
Complottheorieën worden om verschillende redenen in de wereld verspreid:
- Waarheid en waarheidsvinding;
- Cognitieve dissonantie;

Soms zijn ongegronde complottheorieën een teken van paranoia.